# Richard John Neuhaus
Richard John Neuhaus (* 14. Mai 1936 in Pembroke, Ontario, Kanada; † 8. Januar 2009 in New York City) war ein US-amerikanischer lutherischer Theologe, der 1990 zum römisch-katholischen Priester wurde, Ökumeniker, Autor und christlicher Vordenker. Er gründete 1990 das religiöse Magazin First Things mit ökumenischer Ausrichtung, worin sich auch sein Wandel vom eher liberalen Protestanten zum politisch neokonservativen, traditionsbewussten Katholiken zeigte.

## Leben
Richard John Neuhaus wurde als eines von acht Kindern des evangelisch-lutherischen Pfarrers Clemens Neuhaus und seiner Frau in Kanada geboren. Der Vater war Pfarrer an der Saint John’s Lutheran Church. Neuhaus besuchte eine Highschool in Texas, danach studierte er 1955 bis 1960 am Concordia Theological Seminary in St. Louis, wo Arthur Piepkorn ihn prägte. 1960 wurde er zum Pfarrer der lutherischen Kirche ordiniert, anschließend war er Pastor in der Kirche Saint John the Evangelist in Williamsburg (Brooklyn), einer Gemeinde mit vielen afroamerikanischen und spanischsprachigen Einwohnern, die nun mehr zu leben und zu wachsen begann. Er setzte sich auch für deren Bürgerrechte ein und wandte sich gegen den Vietnamkrieg, indem er mit Daniel Berrigan, Abraham Joshua Heschel und anderen Persönlichkeiten die Organisation Clergy and Laity Concerned About Vietnam (deutsch: Kleriker und Laien besorgt wegen Vietnam) begründete und den Krieg in den Gottesdiensten thematisierte.
1984 gründete er das Zentrum für Religion und Gesellschaft am Rockford Institut, das verschiedene Magazine publizierte. 1989 wurde das Zentrum zwangsgeräumt, weil sich Neuhaus den rassistischen und antisemitischen Äußerungen der Leitung des Rockford Instituts widersetzte. 1990 gründete er daraufhin First Things, ein theologisches Monatsjournal mit dem Schwerpunkt der Ökumene.
Neuhaus, der ursprünglich der eher konservativen Lutherischen Kirche – Missouri Synode, der zweitgrößten lutherischen Kirche in den Vereinigten Staaten von Amerika, angehörte, konvertierte am 8. September 1990 zur römisch-katholischen Kirche. Nach nur kurzer Ausbildung empfing er die Priesterweihe durch John Kardinal O’Connor für das Erzbistum New York.
1993 erkrankte er erstmals an Darmkrebs, wovon er sich jedoch wieder erholte. Am 8. Januar 2009 erlag er den Folgen eines erneuten Krebsleidens.
Neuhaus wurde auch wesentlich vom Jesuiten John Courtney Murray (1904–1967) beeinflusst, und er veröffentlichte zahlreiche Bücher. Er war Kommentator für den Sender EWTN in den USA, unter anderem bei der Beisetzung von Johannes Paul II. und der Wahl von Benedikt XVI. 1994 veröffentlichte er mit Charles Colson und weiteren Personen das Manifest Evangelicals and Catholics Together (deutsch: Evangelikale und Katholiken sollten zusammenarbeiten). Er gehörte zum Beraterkreis von US-Präsident George W. Bush und galt daher als einflussreicher evangelikaler Katholik. Neuhaus hatte in den USA auch eine führende Rolle im Dialog zwischen Katholiken und Protestanten. Sein Wandel vom eher liberal geprägten Lutheraner zum neokonservativen, traditionalistischen Katholiken nahm seinen Anfang in den Siebzigerjahren, als das oberste Gericht 1973 das für die rechtliche Bewertung des Schwangerschaftsabbruchs wichtige Urteil im Fall Roe vs. Wade fällte.

## Richard John Neuhaus Fellowship
Zu Ehren von Neuhaus richteten The Public Interest Fellowship (TPIF) und das Ethics and Public Policy Center (EPPC) 2023 das Richard John Neuhaus Fellowship in Washington, D.C. ein. Es handelt sich um ein finanziertes Fortbildungsprogramm in Seminarform unter Leitung von Josh Holdenried für Graduierte, die sich in Politik, Institutionen und für die Zivilgesellschaft einsetzen wollen. Es beinhaltet das spezifische Vermächtnis von Neuhaus, aktuelle Debatten über kulturelle und soziale Fragen und Entwicklung von Strategien zur Förderung der jüdisch-christlichen Tradition im öffentlichen Leben. Themen wie Verfassungsgebung, Religionsfreiheit, Familienpolitik, Arbeitsreform, Industriepolitik, Technologie, Bioethik und weitere werden von Ryan T. Anderson und weiteren Vordenkern und Entscheidungsträgern angesprochen und behandelt.

## Schriften (Auswahl)
- mit Peter L. Berger: Protestbewegung und Revolution oder Die Verantwortung der Radikalen: Radikalismus in Amerika, S. Fischer, Frankfurt a. M. 1971, ISBN 978-3-10-007103-3.
- Christian Faith & Public Policy: Thinking and Acting in the Courage of Uncertainty, Augsburg Pub. House, 1977, ISBN 978-0-8066-1554-7.
- The Naked Public Square: Religion and Democracy in America, William B. Eerdmans Publishing Company, Grand Rapids 1984 und 1988, ISBN 978-0-8028-0080-0.
- Jews in Unsecular America, William B. Eerdmans Publishing Company, Grand Rapids 1987, ISBN 978-0-8028-0206-4.
- The Catholic Moment: The Paradox of the Church in the Postmodern World, 1987.
- Reinhold Niebuhr Today, William B. Eerdmans Publishing Company, Grand Rapids 1989, ISBN 978-0-8028-0212-5.
- Freedom for Ministry, Lightning Source, Wm. B. Eerdmans Publishing Co., Grand Rapids 1992, ISBN 978-0-8028-0622-2.
- Doing Well and Doing Good, Doubleday, 1992, ISBN 978-0-385-42502-5.
- As I Lay Dying, Basic Books, 2002, ISBN 978-0-465-04930-1.
  - Als ich im Sterben lag, Sankt Ulrich Verlag, 2007, ISBN 978-3-86744-005-9.
- The Second One Thousand Years: Ten People Who Defined a Millennium, William B. Eerdmans Publishing Company, Grand Rapids 2004, ISBN 978-0-8028-4905-2.
- Catholic Matters: Confusion, Controversy, and the Splendor of Truth, Basic Books, 2006 und 2007, ISBN 978-0-465-04936-3.
- American Babylon: Notes of a Christian Exile, Basic Books, 2009, ISBN 978-0-465-01367-8.